# Ratzenberg (Lindenberg im Allgäu)

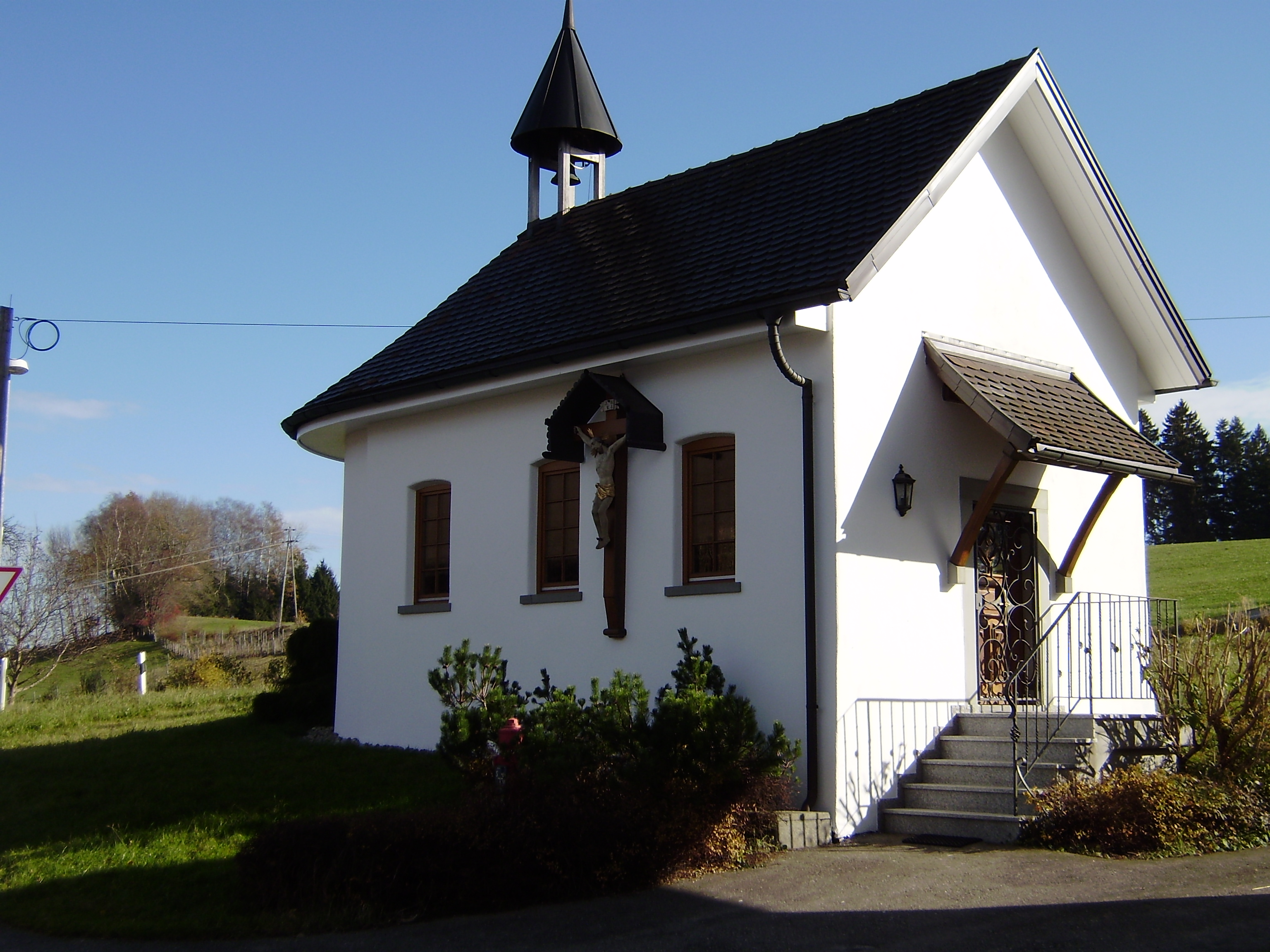
Ölbergkapelle

Ratzenberg (westallgäuerisch: RǭtsəbęRg) ist ein Gemeindeteil der Stadt Lindenberg im Allgäu im bayerisch-schwäbischen Landkreis Lindau (Bodensee).

## Geographie
Der Weiler liegt circa zwei Kilometer nordwestlich des Hauptortes Lindenberg und zählt zur Region Westallgäu.

## Ortsname
Der Name Ratzenberg geht möglicherweise auf den Namen des Gründers des Orts mit dem Namen Ratini oder Ratzo zurück. Eine andere Theorie geht von einer Rodung bei Ortsgründung aus, woraus der Name aus Rod zum Berg entstand.

## Geschichte
Ratzenberg wurde erstmals urkundlich im Jahr 1462 als Ratzenberg erwähnt. Ratzenberg gehörte von ca. 1400 bis 1614 der Stadt Wangen an, später dem Gericht Simmerberg in der Herrschaft Bregenz. 1770 fand die Vereinödung mit acht Teilnehmern statt. Um 1845 wurde die Ölbergkapelle im Ort von dem Ökonom Anton Boch erbaut. 1970 wurde der Ort aus der Gemeinde Opfenbach aus- und in die Stadt Lindenberg eingegliedert.
Ca. 400 Meter östlich der Dorfkapelle befinden sich Überreste eines Burgstalls, dessen nähere Daten nicht bekannt sind.

## Baudenkmäler
Siehe: Liste der Baudenkmäler in Ratzenberg

## Persönlichkeiten
- Matthäus Ratzenberger (1501–1559), Arzt, Reformator und Freund Martin Luthers